# Rune Carlsson
Rune Carlsson (1909. október 1. – 1943. szeptember 14.), svéd válogatott labdarúgó.
A svéd válogatott tagjaként részt vett az 1934-es világbajnokságon.